# Illegal Business? 2000
Albums de Mac Mall
Untouchable
(1996) Beware of Those
(2000)
Singles
1. Wide Open
Sortie : 1999

Illegal Business? 2000 est le troisième album studio de Mac Mall, sorti le 23 mars 1999.
L'album s'est classé 7e au Heatseekers, 54e au Top R&B/Hip-Hop Albums et 185e au Billboard 200.

## Liste des titres
Tous les titres sont produits par Khayree.
| No  | Titre                               | Durée |
| --- | ----------------------------------- | ----- |
| 1.  | When They Come for Me               | 5:47  |
| 2.  | Mohave                              | 4:51  |
| 3.  | Don't Move                          | 4:14  |
| 4.  | Rude Boy                            | 5:14  |
| 5.  | Wide Open                           | 4:17  |
| 6.  | Chicken Head & Hot Wings            | 7:17  |
| 7.  | Keys 2 the City                     | 4:38  |
| 8.  | With Me or Against Me               | 5:34  |
| 9.  | Pussy Whipped                       | 4:52  |
| 10. | White on White Violence (Interlude) | 1:07  |
| 11. | Free Reign                          | 1:37  |
| 12. | People Ever Ask You?                | 5:39  |
| 13. | Clock Work                          | 5:29  |
| 14. | The Singer (Interlude)              | 1:49  |
| 15. | What's Ya Name?                     | 3:53  |
| 16. | Mac's Fashion                       | 4:28  |